# Cobubatha signiferana
Cobubatha signiferana là một loài bướm đêm trong họ Noctuidae.